# Johann Adam Spengler

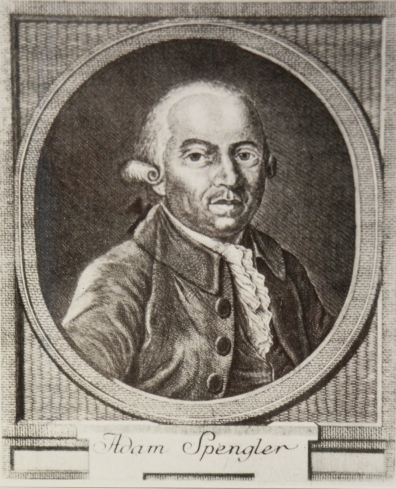
Johann Adam Spengler, erster Meistergeselle der Fayence-Manufaktur Frisching in Bern

Johann Adam Spengler (* 13. Dezember 1726 in Schaffhausen; † 25. Juli 1790 im Schooren bei Zürich) war ein Schweizer Hafner.
Johann Adam Spengler war der erste Meistergeselle der Fayence-Manufaktur Frisching. Spengler zog aber bereits 1762 nach Zürich, wo er erster Direktor der Porzellanmanufaktur Kilchberg-Schooren wurde. Sein Nachfolger bei der Fayence-Manufaktur Frisching wurde Daniel Herrmann aus Langnau im Emmental.